# Święty Wojciech (wieś)
Święty Wojciech (niem. Georgsdorf) – wieś w Polsce, położona w województwie lubuskim, w powiecie międzyrzeckim, w gminie Międzyrzecz, na prawym brzegu Obry ok. 1,5 km na zachód od Międzyrzecza. 
W latach 1975–1998 wieś administracyjnie należała do województwa gorzowskiego.

## Integralne części wsi
| SIMC    | Nazwa           | Rodzaj     |
| ------- | --------------- | ---------- |
| 0184282 | Głębokie        | kolonia    |
| 0183986 | Jagielnik       | osada      |
| 0184299 | Kęszyca-Kolonia | przysiółek |
| 0184307 | Wojciechówek    | przysiółek |

## Historia
Miejscowość pierwotna związana była z Wielkopolską i ma metrykę średniowieczną. Istniała co najmniej od XIII wieku. Wymieniona po raz pierwszy w dokumencie zapisanym po łacinie z 1259 jako „villa ecclesie sancti Adalberti, villa sancti Adalberti” (pol. wieś św. Wojciecha), w 1420 „Swathego Woczecha”, 1420 „Swathy Woczech, Sanctus Albertus”, 1475 „Swyanthy Woczyech”, 1508 „Szwyanthi Voczyech”. Podczas badań archeologicznych prowadzonych w XX wieku na terenie miejscowości odkryto cmentarz datowany na późne średniowiecze, fragmenty naczyń z XIII–XV wieku oraz wcześniejsze. Domniemane grodzisko umiejscowione na północny zachód od kościoła okazało się być formami ukształtowanymi naturalnie .
Historycy przypuszczają, że osada jest związana z kultem św. Wojciecha. Osada Święty Wojciech miała powstać wokół kościoła pod wyzwaniem tego świętego, który wniesiono w 1257, i który był najstarszym kościołem parafii międzyrzeckiej oraz jej siedzibą. Historycy uważają, że mógł on powstać w miejscu założenia przez Bolesława Chrobrego w 1001 r. pierwszego na ziemiach polskich klasztoru benedyktynów - (eremu) powstałego w miejscu męczeńskiej śmierci Pięciu Braci Męczenników w 1003 r. (por. Kazimierz Biskupi) .
Miejscowość była wsią biskupią. W 1259 książę wielkopolski Bolesław Pobożny zatwierdził ugodę pomiędzy Janem plebanem kościoła św. Wojciecha w Międzyrzeczu z Jakubem wójtem w Międzyrzecza w sprawie miejscowej kaplicy. Książę nadał kościołowi jeden łan roli leżący naprzeciw kościoła nad rzeką Obrą wraz z łąką oraz ziemię leżącą obok łąki. Bolesław Pobożny nadał także immunitet sądowy i ekononomiczny wsi, zezwalił także plebanowi łowić bobry w Obrze na odcinku od mostu aż do granicy z Gorzycą. Według dokumentu mieszkańcy mieli się cieszyć takimi samymi swobodami, jak ludzie biskupa poznańskiego z Pszczewa .
Wieś wspominały historyczne dokumenty prawne, własnościowe i podatkowe. W 1508 odnotowano pobór podatkowy od 5 łanów. W 1510 pobór z 5 łanów oraz z jednego łana sołtysiego. W 1538 Święty Wojciech został wymieniony wśród wsi, które nie zapłaciły podatku królewskiego i nie dopuścily do jego egzekucji. W 1563 odbył się pobór od 5 łanów, jednego łana sołtysiego, karczmy oraz od 4 komorników. W 1564 wieś miała 11 łanów osiadłych i z każdego płacono gotówką 2 złote oraz w naturze koguta i 15 jaj. Odnotowano wówczas także jeden łan należący do sołtysa, 8 zagrodników, z których każdy płacił 12 groszy oraz zamiast robocizny w naturze płacił koguta i 15 jaj. W okolicy wsi odnotowano także łąkę, bór należący do biskupstwa z barciami miodnymi, które co roku dawały beczkę miodu. W 1564 gród Międzyrzecz pobrał poradlne .
W 1580 r. położona była w powiecie poznańskim województwa poznańskiego w Rzeczypospolitej Obojga Narodów. Do 1793 r. stanowiła jako dobra ziemskie własność biskupstwa poznańskiego. Po udanym powstaniu wielkopolskim z 1806 roku w latach 1807–1815 miejscowość należała do Księstwa Warszawskiego.
0d 2011 miejscowość ma własny hejnał, skomponowany przez Zdzisława Musiała.

## Zabytki
Do wojewódzkiego rejestru zabytków wpisany jest:
- kościół filialny pod wezwaniem św. Wojciecha, szachulcowy z 1768 r. Jest to niewielka budowla wzniesiona na planie prostokąta, trójbocznie zamknięta od południa. Od północy dostawiono wieżę o kwadratowej podstawie, zwieńczoną hełmem z latarnią. Na wyposażeniu świątyni znajduje się dzwon z 1660 r. Kościół znajduje się w centrum wsi.